# 緋牡丹博徒シリーズ
『緋牡丹博徒』シリーズ（ひぼたんばくとシリーズ）は、藤純子（富司純子）主演で、東映によって制作されたヤクザ映画シリーズ。全8作。東映京都撮影所製作。

藤純子の代表的シリーズとして知られる。シリーズはつながっており、明治中頃、"緋牡丹のお竜"こと女侠客・矢野竜子が闇討ちで殺された父の仇を求めて賭場を流れ歩き第一作で仇を討ち、二作目以降は、渡世修行するために、諸国まわって義理と人情を踏みにじる不正な悪党と戦っていくという内容。

## 概要
鶴田浩二、高倉健と並ぶ任侠スターである藤純子（富司純子、以下、藤）の人気を不動のものにした任侠シリーズで、全国の仁侠映画ファンの支持を得て大ヒットした。1968年の第一作『緋牡丹博徒』から藤の結婚引退直前の1972年『緋牡丹博徒 仁義通します』まで全八作が製作された。緋牡丹の刺青を背負った女ヤクザ"緋牡丹のお竜"が、女ながら義理と人情のしがらみの中に生き、不正には身をもって立ち向かっていくというのがパターンであり、藤が片肌脱いで背中の緋牡丹の刺青を見せるシーンが見せ場となっている。お竜と義兄弟の絆で結ばれた若山富三郎扮する熊虎親分が毎回コメディ・リリーフとして登場し、鶴田浩二・高倉健・菅原文太らのスターが交互に出演する。シリーズ全八作はいずれも高い水準を保っているが、加藤泰監督による第三作『緋牡丹博徒 花札勝負』、第六作『緋牡丹博徒 お竜参上』、第七作『緋牡丹博徒 お命戴きます』が特に評価が高い。第六作『緋牡丹博徒 お竜参上』での、故郷に帰る流れ者・菅原文太にお竜がミカンを渡す雪の今戸橋のシーンは屈指の名場面とされる。本シリーズが大ヒットした1968年から1969年にかけて"東映任侠映画"は頂点に達した。

## シリーズ一覧
- 第1作『緋牡丹博徒』（1968年9月14日公開）
  - 監督：山下耕作、脚本：鈴木則文
  - 出演：高倉健、藤純子、若山富三郎（特別出演）、待田京介、大木実、山本麟一、若水ヤエ子、金子信雄、清川虹子、山城新伍、他

- 第2作『緋牡丹博徒 一宿一飯』（1968年11月22日公開）
  - 監督：鈴木則文、脚本：野上龍雄、鈴木則文
  - 出演：藤純子、菅原文太、待田京介、村井国夫、城野ゆき、白木マリ、山城新伍、玉川良一、小島慶四郎、天津敏、遠藤辰雄、西村晃、水島道太郎、若山富三郎、鶴田浩二、他

- 第3作『緋牡丹博徒 花札勝負』（1969年2月11日公開）
  - 監督：加藤泰、脚本：鈴木則文、鳥居元宏
  - 出演：高倉健、藤純子、若山富三郎、待田京介、清川虹子、小池朝雄、天津敏、山本麟一、汐路章、嵐寛寿郎、藤山寛美、他

- 第4作『緋牡丹博徒 二代目襲名』（1969年4月10日公開）
  - 監督：小沢茂弘、脚本：鈴木則文、原作：火野葦平
  - 出演：高倉健、藤純子、待田京介、高宮敬二、長門裕之、天津敏、小松方正、嵐寛寿郎、遠藤辰雄、清川虹子、他

- 第5作『緋牡丹博徒 鉄火場列伝』 （1969年10月1日公開）
  - 監督：山下耕作、脚本：笠原和夫、鈴木則文
  - 出演：藤純子、丹波哲郎、鶴田浩二、若山富三郎、待田京介、里見浩太郎、他

- 第6作『緋牡丹博徒 お竜参上』（1970年3月5日公開）
  - 監督：加藤泰、脚本：加藤泰、鈴木則文
  - 出演：藤純子、菅原文太、若山富三郎、嵐寛寿郎、汐路章、山岸映子、山城新伍、他

- 第7作『緋牡丹博徒 お命戴きます』（1971年6月1日公開）
  - 監督：加藤泰、脚本：大和久守正、 鈴木則文、加藤泰
  - 出演：藤純子、鶴田浩二、待田京介、名和宏、若山富三郎、小松方正、内田朝雄、嵐寛寿郎、沼田曜一、汐路章、他

- 第8作『緋牡丹博徒 仁義通します』（1972年1月11日公開）
  - 監督：斎藤武市、脚本：高田宏治
  - 出演：藤純子、菅原文太、片岡千恵蔵、松方弘樹、若山富三郎、待田京介、他

### スピンオフ
- 本作から派生した若山富三郎扮する熊虎親分を主人公とする『シルクハットの大親分』がシリーズ二作品あり、藤も助っ人役で出演している。

## 製作経緯
企画、及びタイトル命名は、当時の東映常務兼企画製作本部長・岡田茂（のち、同社社長）。岡田は1964年から東映京都撮影所（以下、京撮）を俊藤浩滋と組んで任侠路線へ転換させたが、1966年から江波杏子主演の大映映画『女賭博師シリーズ』を横目に「東映も女版の任侠映画をやらない手はない」と製作に着手した。第1作封切り3ヵ月前の1968年6月、岡田は鈴木則文と企画事務係だった佐藤雅夫を呼び、「女剣劇物ができないか、『女狼』というタイトルで書いてみろ。女優は藤純子」と命じ、脚本に着手させた。また「片肌脱いで刺青を見せる場面を必ず入れること」を条件につけた。途中から日下部五朗が参加し、鈴木と佐藤、日下部と三名のディスカッションによってプロットが練られた。
岡田は藤の父である俊藤を呼び、岡田「純子が双肌脱げば大ヒット間違いなしや」、岡田「（主演は）藤純子で。いけるぞ」、俊藤「男の世界で女が出しゃばるというのは、どうかなあ。メロドラマならともかく。女はいつも男のうしろで控えめにしてるのが、やくざの世界やからな」、岡田「そやけど、初めから女の任侠ものやから、そんなことを思うやつもいないやろ。いっぺん考えてくれ」というやりとりがあったように俊藤は最初は乗り気でなかった。躊躇する俊藤をよそに岡田が企画をどんどん進め、「やっぱりあんたが（製作を）やらなくちゃおかしいよ。それじゃなければこの企画は一本で終わるよ」と説得し俊藤が渋々製作を引き受けた。しかし俊藤は途中からだんだん入り込んでいったという。鈴木則文は「岡田さんと俊藤さんがどの時点で話し合ったのか、どんな話をしたのか僕は知りません」と話している。
岡田は俊藤に内緒で藤を呼び「片肌脱げるか。あんた脱げよ。そして刺青入れろ」「任侠ものの女の主演は東映では初めてだ。うちで新しい映画をやろう」と口説いたら「片肌なら脱ぎますよ」と藤が即答し、「脱げよ。緋牡丹やろう」と答え、岡田が"緋牡丹お竜"という名前を付けたという。藤は「入れ墨を見せるために両肌を見せるシーンがあり、『何も両肌脱ぐことはないでしょう。片肌にして下さい」と頑として譲らず、「当時の東映はお金儲けのためなら何でもやる会社で(笑)、岡田常務は『言うことを聞かない女優だな』と思っていたかもしれない」などと話している。岡田が藤の主演抜擢、藤の父である俊藤の製作、鈴木則文の脚本などを決め、「タイトルそのほかも僕が全部プロデュースした」と話している。
鈴木は1966年のマキノ雅弘監督の映画『日本大侠客』で、藤が演じた"鉄火芸者・お竜"をイメージし、愛読書だった小島政二郎の『人妻椿』のヒロイン"矢野淑子"の名前を合わせ"矢野竜子"という姓名を決めた。また火の女のイメージから出身は熊本と想定し「肥後熊本は五木の生まれ、姓は矢野、名は竜子、通り名を緋牡丹のお竜と発します」というフレーズを決めた。背中の緋牡丹の刺青であるが、岡田は著書で「もともと時代劇に『緋牡丹大名』などの緋牡丹物はいくつかあったが、『緋牡丹』に『博徒』を合わせたタイトル、そして役名"緋牡丹のお竜"を生み出したのは私である」と述べている。鈴木は脚本を書き岡田に第一稿を渡した。鈴木がタイトルを、『女狼』から『女博徒緋牡丹お竜』と変更していた。岡田はタイトルをマジックで大きく紙に書き「『緋牡丹博徒』にしよう」とタイトルを決定した。岡田は東映作品の題名の多くの命名者としても知られるが、「『緋牡丹博徒』はタイトルが成功した。『緋牡丹』と『博徒』、タイトルの前半と後半がまったく合わない言葉を組み合わせるのがコツ。普通に考えれば合いやせんよ。それを一緒にして『緋牡丹博徒』と言うと人が目をつけるんだ。『美女と野獣』みたいなもんだよ」などと岡田は解説している。1974年にブルース・リー映画が日本で大ヒットした際に、岡田は鈴木則文に「京都時代に俺とお前で作った『緋牡丹博徒』のカラテ版をつくる」と指示して志穂美悦子主演で『女必殺拳』を作ったことがある。岡田は『緋牡丹博徒』は自身と鈴木の二人で作ったと考えている。鈴木は「緋牡丹の刺青をした女渡世人、緋牡丹のお竜という人物像を作り第一作を書いたのは私ですが、それでもたくさんの人に知恵をかしてもらっています。第5作『緋牡丹博徒 鉄火場列伝』は、ほとんど笠原和夫と山下耕作のものです。第4作『緋牡丹博徒 二代目襲名』の原作は火野葦平の『女侠一代』です」などと述べている。俊藤は娘の初主役を引きたてるため、相手役を高倉健に頼み、ワルに大木実、脇のお笑い担当に若山富三郎など回りのキャストを決めた、また江波杏子の『女賭博師シリーズ』は、壺振りの話であったが、藤には手本引をさせた、博奕のシーンでは本物のやくざに来てもらい指導を仰ぎ、博奕のお客になって張ってもらった、だから殺気がみなぎる、本格的な画を撮ることができた、しかもそれを女がやる、そういうことが物凄い人気になったんだろう、などと述べている。

## 主題歌
- 「緋牡丹博徒」
  - 歌：藤純子
  - 作曲：渡辺岳夫
  - 作詞：豊野弥八郎

　※三作目から
- 岡田は著書で、もともとは俊藤が女優探しに韓国に行ったとき、この原点となる曲を聞いたと書いている[12]。
- 岡田は当時テレビの関係者と付き合いを広めていて、岡田が企画したテレビドラマ「大奥」（関西テレビ）の主題歌に渡辺を起用しているため[35]同年の本作も岡田が依頼したものと思われる。著書に「タイトルそのほかも僕が全部プロデュースした」と話している[6][12]。
- 1969年3月5日に日本民間放送連盟の要注意歌謡曲指定制度の審査対象となったが、「要注意に指定するほどの内容ではなかった」として指定は受けなかった[36]。
- 1969年の日本ビクター・ヒット賞を受賞した[37]。
- 1973年6月25日藤圭子がリリースしたLP演歌の旅(緋牡丹博徒)にて同曲をカバー。

## エピソード
- 結果的に当たり役になったとはいえ、当時22歳だった藤が主役に抜擢された背景には、当時、岡田茂が仕掛けた任侠路線やエログロ路線が本格化し、極端に男性重視の路線を敷いて女性客を切り捨て、東映の専属女優を大事にしなかったという事情がある[38][39]。小川知子は岡田に裸を強要され[40]、三田佳子は鶴田浩二と確執があり[41]、佐久間良子は会社の企画に不満があって[42]、主力女優が次々と東映を退社するなかで[38]、ひとり藤が"仁侠映画の花"としてスター女優の道を着実に歩んでいった[6]。藤は高倉健主演の『日本侠客伝シリーズ』や鶴田浩二主演の『博奕打ちシリーズ』などで好演を続けた後、『緋牡丹博徒』の主演に抜擢されたが、初主演作はやはり岡田プロデュースの同年作品『尼寺(秘)物語』であった[30][43]。しかし同作品は思わぬ不入りで「藤純子ではダメか…」と撮影所にはそういう空気が充満していた矢先の『緋牡丹博徒』での主演抜擢であった[21]。東映でこの若さでの主演作は美空ひばり以来ともいわれた[8]。
- シリーズ中、加藤泰の手掛けた作品は今日評価が高いが、撮影当時は異常に長い撮影時間に藤がうんざりして「監督の言うことはわからないし、私には合わないわ」と何度も愚痴をこぼし、藤と加藤との仲裁役も岡田が務めたという[11]。第6作『緋牡丹博徒 お竜参上』の前には一悶着あり、藤が「監督が加藤なら出ない」というところまで行き、岡田と俊藤の周旋と説得で何とか解消した[44]。藤は勝気で俊藤に抑え込まれていた鬱慣で、上半身裸で二階からコーラのびんを投げつけていたといわれる[45]。
- 藤山寛美が第3作に出演しているのは、当時多額の負債を抱えて自己破産し松竹をクビになり、岡田を頼って東映の鶴田浩二や若山富三郎主演の任侠映画の助演をして生活をしのいでいたため[46]。
- 本シリーズで藤の人気は不動のものとなり、加えて『日本女侠伝シリーズ』と『女渡世人シリーズ』と二つの主演シリーズが生まれた。『日本女侠伝シリーズ』が5本、『女渡世人シリーズ』が2本。
- 任侠映画の花はまだまだ咲き誇ると思った1971年11月、藤は歌舞伎俳優の尾上菊五郎との婚約を突然発表。「絶対に引退しますとは言うなよ」と岡田と俊藤は強く念押ししていたが、藤は女優引退も同時に発表した[7][38][47]。岡田は当時社長に就任したばかりで、東映の大事な宝を奪われ、引退に断固抗議。俊藤は娘の結婚引退を反対しなかったため[31]に岡田自ら懸命の説得に当たったが、藤は頑なで諦めざるを得なかった[48]。藤は準備中だったシリーズ8作目の『緋牡丹博徒 仁義通します』には出るが、新たな企画は出ないつもりだった[7]。やむを得ず、「それならみんなに惜しまれて辞めろ」と引退記念映画の製作を俊藤に断固要求し藤を説得[7][31]、製作・宣伝費に約2億円と当時の映画としては破格の予算をかけ、東映オールスター結集による引退記念映画『純子引退記念映画 関東緋桜一家』を製作した[48]。これを藤の挙式直前に封切った。『関東緋桜一家』は最後の藤純子を見ようと映画館に観客が詰めかけ正月興行を上回る盛況で引退フィーバーに沸いた[48]。藤は約10年間の東映専属で90本の映画に出演、任侠の花として一世を風靡し引退した[48]。しかし藤純子のフィナーレとともに任侠路線も終焉を迎えた[6][7][48]。藤純子引退の後、岡田と俊藤がすぐに“ポスト藤純子”探しを始め[7][49]、 トヨタとタイアップし賞品付き(合格者100万円、推薦者セリカ)[49]で藤の後継者を一般募集した。合格した中村英子、藤浩子、土田早苗、堀越光恵、松平純子、池玲子の6人を和服の似合う美人に仕立てあげ[49]、"ポスト藤純子"として順繰り売り出したが二代目は育たなかった[50]。代わりに東映に呼ばれたのが梶芽衣子であった[49]。
- 2009年に公開された細田守監督のアニメーション映画『サマーウォーズ』で、富司（藤）が演じる登場人物が一族全員に花札を教えているという設定は、第3作『緋牡丹博徒 花札勝負』へのオマージュである[51]。